# Lamproptera meges
Lamproptera meges är en fjärilsart som först beskrevs av Johann Leopold Theodor Friedrich Zincken 1831.  Lamproptera meges ingår i släktet Lamproptera och familjen riddarfjärilar. Inga underarter finns listade i Catalogue of Life.

## Bildgalleri

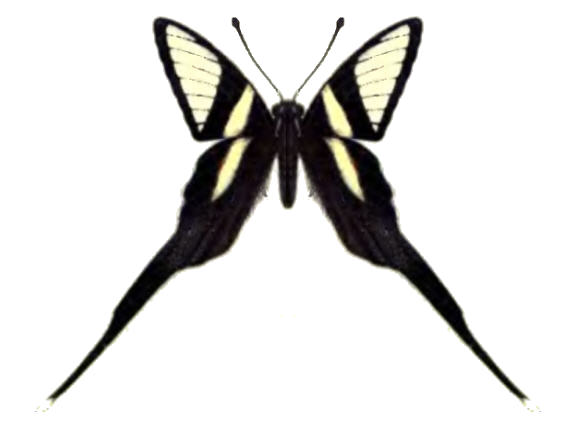